# Gayenna americana
Gayenna americana är en spindelart som beskrevs av Hercule Nicolet 1849. Gayenna americana ingår i släktet Gayenna och familjen spökspindlar. Inga underarter finns listade i Catalogue of Life.